# Utah Motorsports Campus
Der Utah Motorsports Campus ist eine Anlage für Auto-, Motorrad-, Offroad- und Kartrennen sowie Firmenveranstaltungen in Grantsville bei Tooele, Utah, Vereinigte Staaten. Sie war von 2006 bis Oktober 2015 unter dem Namen Miller Motorsports Park in Betrieb. Der Motorsportpark umfasst mehrere Rennanlagen für verschiedene Motorsportdisziplinen, unter anderem auch die derzeit (Stand 2023) drittlängste permanente Rennstrecke in den USA nach dem Thermal Club Race Resort und dem Thunderhill Raceway Park.
Die Strecke ist die einzige asphaltierte permanente Rennstrecke im US-amerikanischen Bundesstaat Utah.

## Geschichte

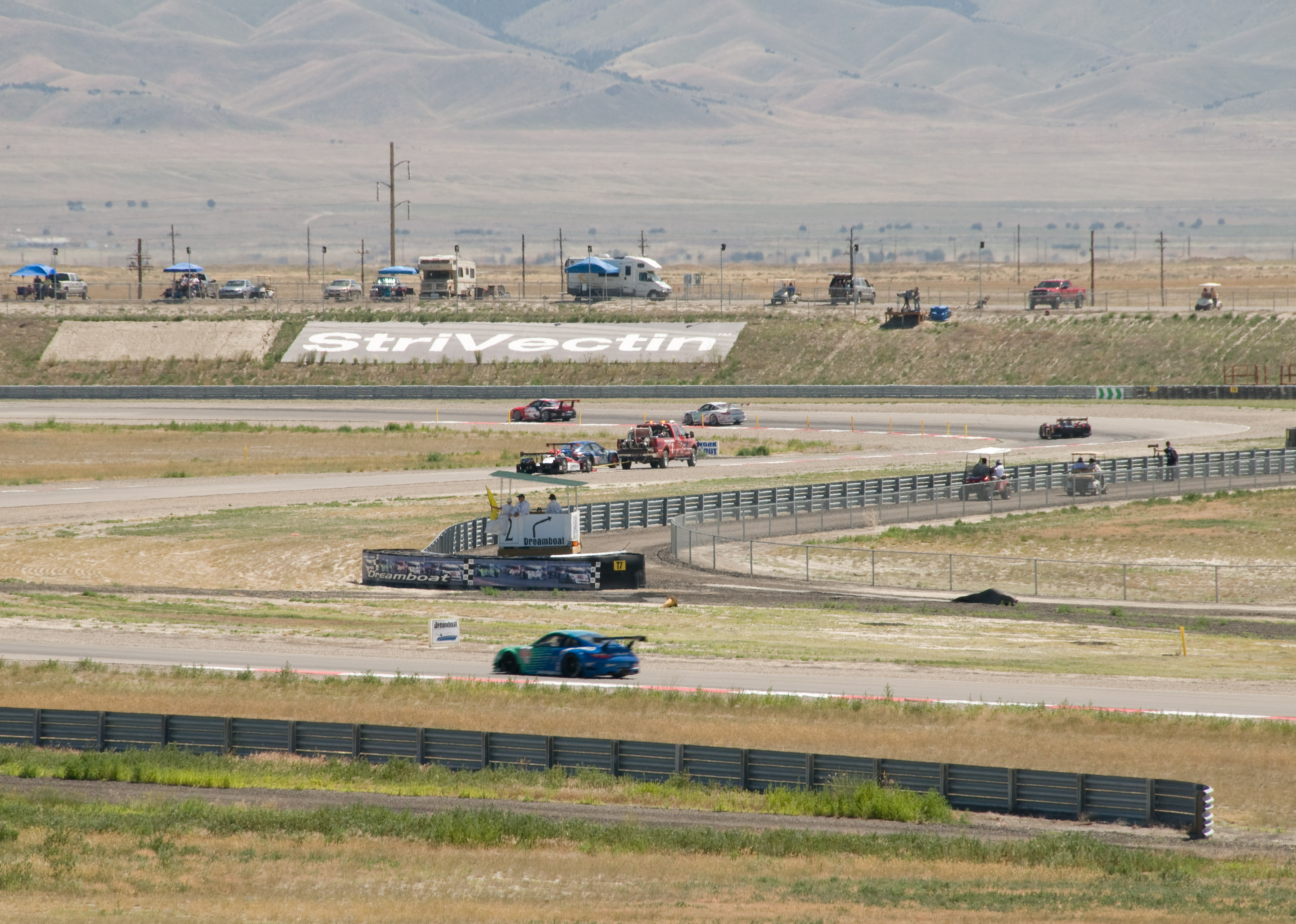
Utah-Motorsport Campus - Hinterer Teil der Strecke; ALMS-Lauf 2010

Ursprünglich war die Rennstrecke als Privatanlage vom Geschäftsmann Larry H. Miller – Besitzer der Utah Jazz in der NBA sowie des Baseball-Teams Salt Lake Bees und verschiedener Autohäuser in der Region – mit einem Budget von etwa 5 Millionen Dollar geplant worden. Dank wachsender Unterstützung durch die örtliche Motorrad- und Autoindustrie wuchs das Konzept zu einem über 100 Millionen Dollar teuren Projekt heran.
Die Strecke wurde von dem Streckendesigner Alan Wilson entworfen. Die Kartbahn wurde im September 2005 eröffnet und die permanente Rennstrecke wurde am 1. April 2006 im Rahmen eines Motorrad-Trackdays der Öffentlichkeit zugänglich gemacht.
Nach dem Tode Millers 2009 führte seine Familie den Betrieb der Anlage trotz anhaltender Verluste bis 2015 fort. Im Oktober 2015 lief der Pachtvertrag über das Gelände der Strecke aus. In der Folge wurde der Miller Motorsports Park im Rahmen eines Bieterverfahrens an den neuen Eigentümer Mitime Investment and Development Group, ein Unternehmen der chinesischen Geely-Gruppe, für 20 Millionen Dollar versteigert. Der Einspruch eines anderen Bieters führte dazu, dass der Eigentümerwechsel erst 2018 vollzogen werden konnte.

## Streckenbeschreibung

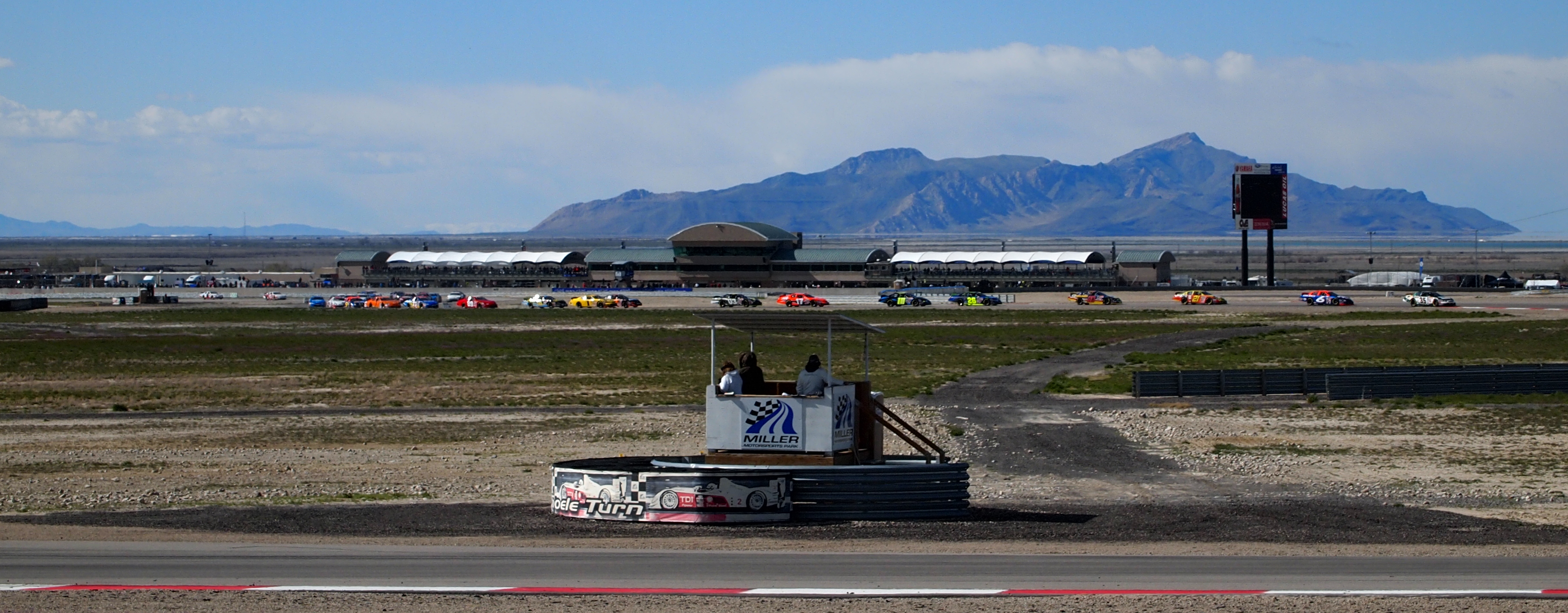
NASCAR K&N Pro Series West Lauf am Miller Motorsports Park

Die gegen den Uhrzeigersinn befahrene, asphaltierte Hauptstrecke ist ein permanenter Straßenkurs mit offiziell 23 Kurven (bzw. 28) und einer Länge von 7,220 km. Auf der Start-Ziel-Geraden können Fahrzeuge Geschwindigkeiten von bis zu 321,9 km/h (200 mph) erreichen. Über 3 Kurzanbindungen lassen sich 4 verschiedene Konfigurationen erstellen, darunter ein 4,905 km langer Außenkurs, bei dem das Infield nicht genutzt wird, sowie zwei etwa 3,5 km lange Layouts, die jeweils die Hälfte der gesamten Strecke nutzen und als einzige Konfigurationen parallel genutzt werden können.
Der Outer-Kurs ist einer der schnellsten Straßenkurse in Nordamerika, auf dem z. B. die AMA Superbikes Durchschnittsgeschwindigkeiten von über 100 mph (160,9 km/h) erreichen. Die Haupt-Boxenanlage umfasst 27 Boxen.
Auf der Anlage sind ferner noch eine 1,43 km lange Kartbahn, die zudem über 2 Offroad-Sektionen auch als Supermoto-Strecke konfiguriert werden kann, ein Motocross-Kurs, eine Autocross-Strecke, ein Dirttrack-Oval sowie ein Allrad-Offroad-Trainingsgelände vorhanden. Gegenüber dem Gelände des UMC befindet sich ein ebenfalls zur Anlage gehörendes Brachland, auf dem ein 7 Meilen umfassender Wüstenrennkurs angelegt wurde.
Das 207 Hektar umfassende Gelände beherbergt daneben auch ein Museum, in dem die private Sportwagen-Sammlung von Larry H. Miller untergebracht ist, sowie mehrere Konferenzzentren.

## Veranstaltungen

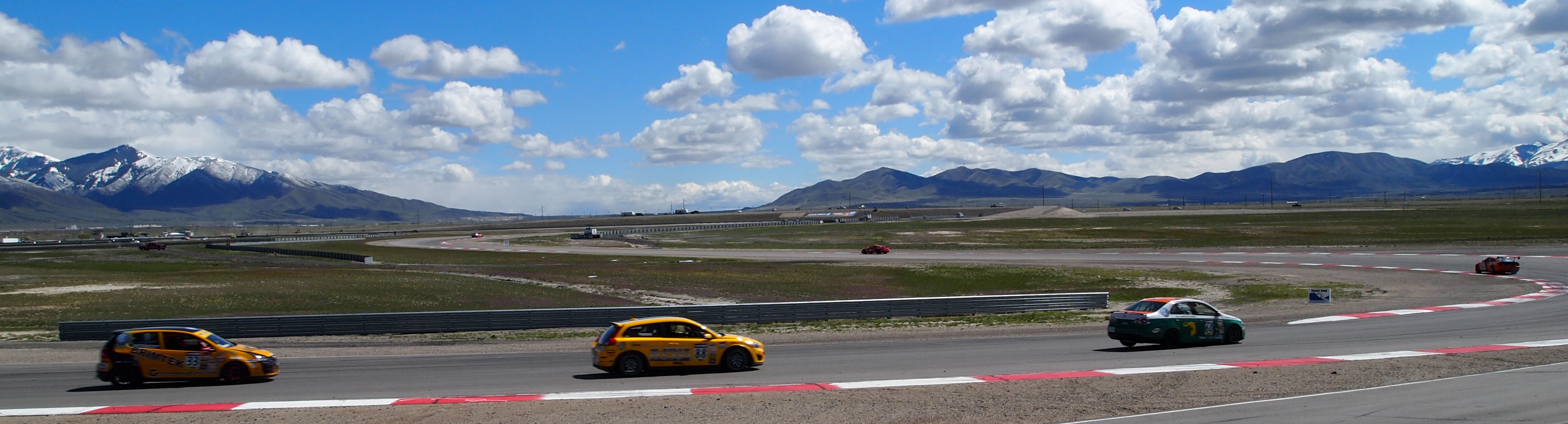
Turn 1 im Miller Motorsports Park – Pirelli World Challenge

Die Touren- und Sportwagenserie der Pirelli World Challenge (nun Fanatec World Challenge North America) tritt mit zwei Ausnahmen seit 2006 jährlich auf dem Circuit an.
Von 2008 bis 2012 startete die Superbike-Weltmeisterschaft auf der Strecke, wobei die Streckenvariante des „Outer Course“ zum Einsatz kam. Daneben starteten auch diverse nordamerikanische Motorradserien auf der Anlage. 2019 wurden deren Veranstaltungen auf dem East Course abgehalten.
Zwischen 2007 und 2017 startete die NASCAR-Serie der NASCAR K&N Pro Series West zu insgesamt 10 Veranstaltungen auf der Strecke.
Von 2006 bis 2010 starteten sowohl die American Le Mans Series als auch die konkurrierende Sportwagenserie der Grand Am in Utah.

## Besonderheiten

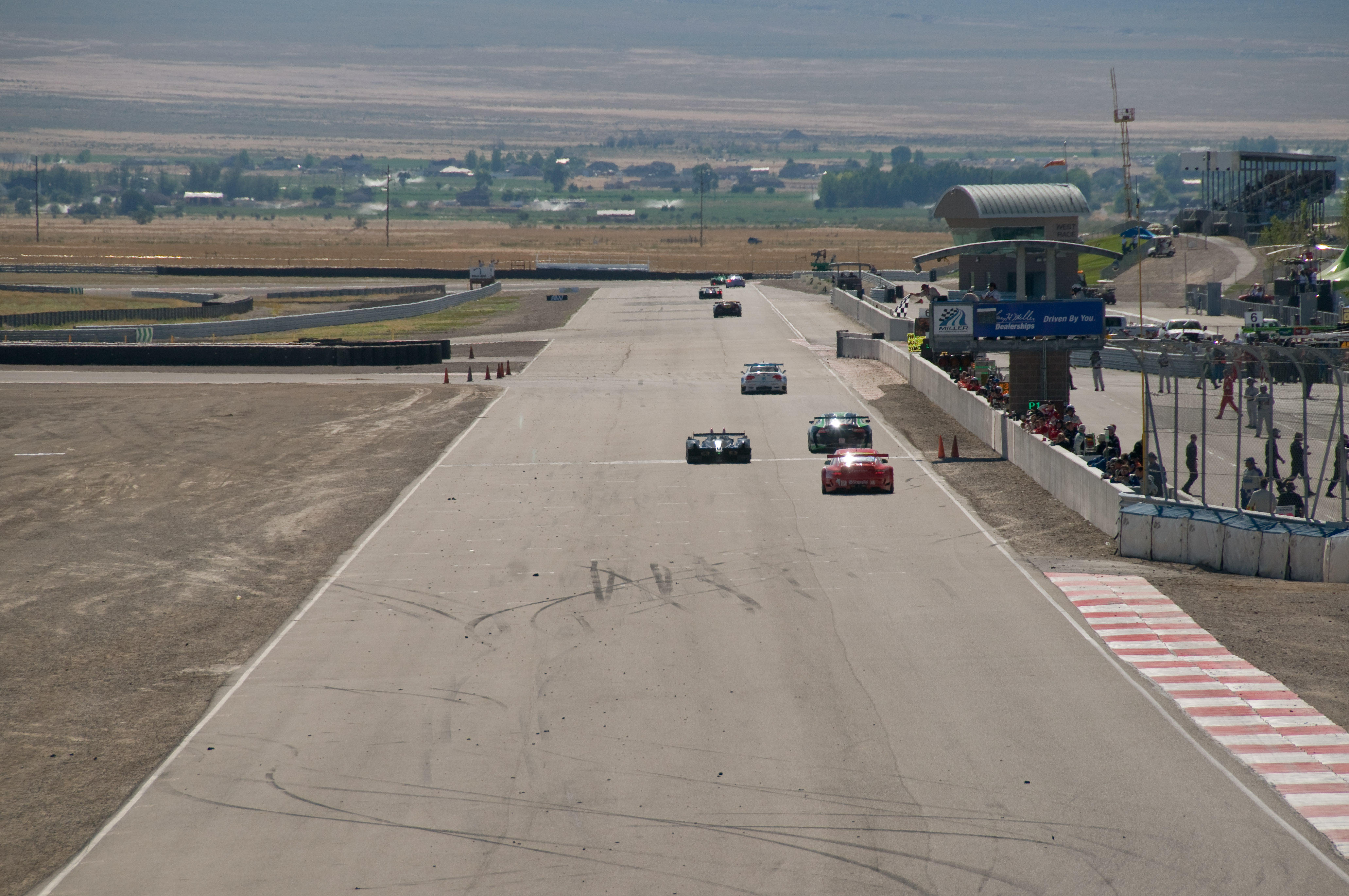
Die 1067 m lange Start-Ziel-Gerade des UMC

- Mit fast 7,220 km Länge war der UMC bis zur Erweiterung des in Kalifornien gelegenen Thunderhill Raceway Park im Jahr 2014 die längste Straßenrennstrecke in Nordamerika. Sie ist damit etwa 800 m länger als die drittlängste US-amerikanische Strecke Road America.
- Die Start-Ziel-Gerade ist mit 1067 Metern Länge eine der längsten in Nordamerika.
- Die Strecke liegt auf einer Seehöhe von 1350 m, was spezielle Einstellungen bei der Feinabstimmung der Motoren notwendig macht.
- Das bislang längste Rennen auf dem Kurs fand 2006 mit dem „Discount Tire Sunchaser 1000“ der Grand Am Serie statt. Das über eine Renndistanz von 9 Stunden führende Rennen auf dem Main Course wurde nach 193 absolvierten Runden (= 1393 km) vom Michael Shank Racing Lexus-Riley von Mark Patterson und Oswaldo Negri Jr. gewonnen.[11]